# Zibbz
Zibbz (a veces estilizado como ZiBBZ) es un dúo suizo formado por los hermanos Corinne y Stee Gfeller. Son originarios de Gisikon, Lucerna, Suiza, pero actualmente radican en la ciudad de Los Ángeles.
Representaron a Suiza en el Eurovision Song Contest 2018 con la canción "Stones".

## Biografía
ZiBBZ fue fundada en 2008 por los hermanos Corinne "Coco" Gfeller (voz) y Stefan "Stee" Gfeller (batería, teclado). El nombre "ZiBBZ" es una modificación de la palabra en inglés siblings (hermanos).
Desde 2011, Coco y Stee han dividido su tiempo entre Suiza y Los Ángeles. Entre 2011 y 2015, la banda tuvo su propio reality show semanal en el canal de televisión suizo Joiz sobre su vida en Los Ángeles y el camino hacia el éxito en la industria de la música. Su primer álbum de estudio Ready? Go! fue lanzado en 2013 y alcanzó el puesto número 14 en las listas oficiales de álbumes suizos. En 2017, lanzaron su segundo álbum de estudio, It Takes A Village, producido por ellos mismos, el cual alcanzó el puesto número 11 en las listas oficiales de álbumes suizos. Han creado canciones para comerciales de marcas como Ragusa y Subaru, y escribieron el tema oficial para los Campeonatos del Mundo de Floorball 2012 Masculino en Zürich.
En febrero de 2018, Zibbz fue elegido para representar a Suiza con su canción "Stones" en el Eurovision Song Contest 2018 en Lisboa que se llevara a cabo en mayo del 2018.

## Miembros

#### Corinne "Coco" Gfeller
Corinne "Coco" Gfeller, nacida el 6 de junio de 1985, es la vocalista principal del dúo Zibbz. Se formó en Laine Theatre Arts en Londres.
Gfeller ha grabado voces para numerosos artistas como Gölä, Bligg, Carlos Leal, Bastian Baker, DJ Antoine y Bellamy Brothers. También ha trabajado en jingles de radio para RTL, FFN, SAW, Radio Munot, Radio Fribourg y ha sido parte integral de la banda de la cantante suiza Gölä durante más de diez años.
Gfeller ha actuado con varios músicos de alto perfil, incluyendo Donna Summer, Prince, The Sessions Band, Thirty Seconds to Mars, LP, Marc Storace, Scott Weiland, y fue la cantante principal de Basel Tattoo 2010 y 2017, Art on Ice, y de la etapa europea de la gira We Will Rock You: homenaje al décimo aniversario de Queen.

#### Stefan "Stee" Gfeller
Stefan "Stee" Gfeller, nacido el 11 de marzo de 1987, es el baterista, tecladista y productor del dúo Zibbz. De 2003 a 2007, estudió música en Winterthur, donde completó su Diploma SMPV. Fuera de Zibbz, Gfeller también ha trabajado como baterista y productor para una variedad de artistas, incluidos Gölä y Bastian Baker. Además, Gfeller es miembro del colectivo de tambores callejeros Street Drum Corps.

## Discografía

### Álbumes
| Title              | Details                                                                                               | Peak chart positions |
| Title              | Details                                                                                               | SWI                  |
| ------------------ | --- | -------------------- |
| Ready? Go!         | - Lanzamiento: 5 de abril de 2013 - Discográfica: Phonag Records - Formato: Digital download, CD      | 14                   |
| It Takes a Village | - Lanzamiento: 1 de septiembre de 2017 - Discográfica: Phonag Records - Formato: Digital download, CD | 11                   |

### Singles
| "Www.Ahh!"                                                   | 2011 | —  |                    |
| "One Shot"                                                   | 2012 | —  | Ready? Go!         |
| "Wake Up!"                                                   | 2013 | —  | Ready? Go!         |
| "Neonlights"                                                 | 2013 | —  | Ready? Go!         |
| "Dynamite Blonde"                                            | 2014 | —  |                    |
| "Undone"                                                     | 2014 | —  |                    |
| "Run"                                                        | 2017 | —  | It Takes a Village |
| "Stones"                                                     | 2018 | 62 |                    |
| "—" denotes a single that did not chart or was not released. |      |    |                    |